# Mosty (West-Pommeren)
Mosty is een plaats in het Poolse district Goleniówski, woiwodschap West-Pommeren
De plaats maakt deel uit van de gemeente Goleniów en telt 1420 inwoners.

## Verkeer en vervoer
- Station Mosty